# Вознесенський костел (Виноградів)
Вознесенський костел — пам'ятка архітектури національного значення. Споруда розташовується по вулиці Миру, 12, у місті Виноградові Виноградівського району Закарпатської області. Церква була зведена у 13-15 столітті, зазнала декількох перебудов. Охоронний номер — 175. Храм є римо-католицьким, діє у наш час.

## Історія
У 1262 році місто Виноградів та його жителі, разом з привілеями отримали від короля право особисто обирати парафіяльного священика. Є згадки про людину на ім'я Віда, який був священиком у 1277 році. З різних документів, які датуються кінцем 13 століття — початком 14 століття, відомо, що парафія у Виноградово підпорядковувалась безпосередньо естерґомському архієпископу. У джерелах, які датуються, 1320, 1321 та 1329 роками є згадки про парафіяльного священика Петера та церкву у Виноградово, яка була посвячена Пресвятій Діві Марії.
Вікарій Березько-Марамаросько-Уґочанської жупи у 1320 році отримав наказ від естерґомського єпископа встати на захист прав священика Петера, якого жителі міста хотіли позбавити його посади. Вони прагнули, щоб церквою опікувалась інша людина. У 1329 році відомо про появу священика Берталана. Священиком Петером була порушена справа проти Берталана, яка подавалась на розгляд естерґомському архієпископу Чанаду Телеґді у 1337 році. Наприкінці 14 століття патронатне право на парафію опинилось у барона Петера Перені. У 1419 році священика парафії звали також Петер, проте мова йде про іншу людину, а не про Петера Перені. В цьому ж році церковній будівлі від роціселешського капелана Пала дісталась певна сума грошових коштів, проте не відомо, як саме вони були використані. Вони могли бути застосовані для ремонту, чи утримання споруди.
У 15 столітті для церкви була замовлена картина у художника Ґашпара. Точна ціль замовлення не відома, проте воно могло знадобитись через роботи по реконструкції чи ремонту будівлі. 1450 роком датується згадка про парафіяльну церкву в літописах. Після цього згадується священик Шабештєн Маді. У 1545 році вже діяв закон, згідно якого і парафіяльні священики, і селешський священик, мали виставляти своїх воїнів для захисту території.На початку 16 століття про костел дбали приблизно 20 ченців. У 1556 році він був частково зруйнований і відійшов у розпорядження ченців-францисканців.Реформатська віра поширилась містом завдяки родині Пірені. З 1540 року саме вони мали вплив на церкву. У 1747 році відбулась перебудова храму. Над головним порталом будівлі у 1748 році з'явився вибитий герб, який належав єпископу Баркоці з Егера. Це могло статись через передачу храму представникам католицизму. У 18 столітті відбулась перебудова внутрішнього приміщення храму. Збереглись згадки щодо наступної перебудови у 19 столітті. У 1864 році малюнки, які стосувались церкви, були виготовлені Ференцем Шульцем, який супроводжував основоположника наукового археологічного напрямку в Угорщині Флоріша Ромера та вченого Імре Генсльманна в їх подорожі, яка була організована для дослідження церков. У 1880 році планували провести реконструкцію споруди, проте вона не була здійснена. В 1900 році Віктором Мишковським була підготовлена серія малюнків церкви згідно доручення Національного комітету охорони пам'яток старовини і культури. Сучасного вигляду споруда набула на початку 20 століття. У 1970-х роках були проведені реставраційні роботи, під час яких були виявлені портали у готичному та романському стилі на фасадах будівлі. У 1989 році відбулась наступна реставрація споруди. У 1998 році споруда була передана римо-католицькій церкві.

## Архітектура
Будівля орієнтована на схід. Розташовується на місці, де колись знаходилась головна міська площа. Стіни споруди та структурні елементи з різьбленням у переважній більшості збережені у середньовічному стані. Під час перебудови в 18 столітті з'явились пілястри квадратної форми в апсиді та нефі. Для створення тесаних структурних елементів використовувався камінь, який був коричневого кольору. Окрім каменю, застосовувалась цегла. План побудови нефу мав прямокутну форму. Зі східної сторони поєднувався з апсидою. Апсида лише трохи вужча за неф. До північної стіни апсиди прилягає ризниця, що має форми квадрату. Будівля оточена цементним цоколем. Біля ризниці проглядається цоколь із каменю, який міг відноситись до первинної будови.
Для спорудження контрфорсів використовувався прямокутний камінь. Є імовірність, що до реконструкції їх завершенням слугували капельники та лещадні плити, однак деталі конструкцій невідомі. Контрфорси підтримують роги апсиди, частини південної стіни.
Стіни апсиди мають декілька секцій. На деяких з них відсутні вікна, на інших розміщується по одному вікну, який має достатню ширину, стрілчасте завершення та розкосний профільований гліф. Вікна на всіх стінах мають подібне розміщення та деталі. Декоративний каркасний орнамент, виконаний в готичному стилі, відсутній. Його не було вже в другій половині 19 століття. Є ймовірність, що вікно та портал були збудовані в один відрізок часу чи взагалі були елементами єдиної конструкції.
Західна стіна ризниці містить вікно, яке було збудоване після будівництва інших елементів. На північній стороні отвори відсутні. Зі східної сторони міститься отвір, який має подібні обриси до віконних конструкцій абсиди. Гліф має схоже профілювання та стрілчасте завершення. Проте розміри відрізняються, тому що він менший за вікна апсиди. На східній стіні видніються три квадри — свідчення того, що уся ризниця була споруджена з них. Для підкріплення північної та південної стіни нефу розташували по два контрфорси, які мають один уступ. За своїми параметрами вони подібні до контрфорсів апсиди. Контрфорси поділяють стіну на частини, проте відстань між ними не є однаковою. Біля одного з рогів нефу також розташовані контрфорси. Той, що знаходиться південніше, має один уступ. Цей контрфорс міг бути зведений у 19 столітті. У південній стіні нефу є три секції, в них містяться отвори. Отвори, які знаходяться по краях, містять вікна з простим гліфом, що має розкосу форму. Також для них характерне стрілчасте завершення. Північна стіна нефу, яка ділиться контрфорсами, також має декілька отворів. Вони подібні за своїми розмірами та за розміщенням. Розташовуються на однаковій відстані один від одного. Вони можуть мати свою первинну форму, а підвіконня були замінені згодом. Матеріал, який використовувався для виготовлення вікон відрізняється від матеріалу, який використовувався для спорудження усієї будівлі. Зі східної сторони від трьох вікон помітні сліди замурованої віконної конструкції, яка мала коробчасте завершення. Гліф цього вікна мав перпендикулярне розташування до усієї площини стіни. З північної сторони фасаду розташовується портал з півциркульним завершенням.
Перед західним фасадом розташовується вежа. Вона має декілька ярусів. Нижні з них квадратної форми, далі вежа налічує вже вісім кутів. На частині будівлі видно незавершений герб, виконаний в стилі бароко. Шапка вежі, яка збереглась до наших часів, могла бути споруджена на початку 20 століття. Пілястри, виконані в стилі бароко, ділять неф на чотири сегменти. На горищі збереглись залишки гвинтових сходів. У цьому ж приміщенні присутні елементи середньовічного склепіння. Особливості розташування деяких елементів свідчать про те, що після побудови первинної споруди неф також мав чотири секції. Триярусна дзвіниця костелу раніше використовувалась як сторожова вежа. В інтер'єрі будівлі прослідковуються риси, характерні для католицьких храмів
.
Тріумфальна арка має стрілчасте завершення. Вона слугує для відокремлення апсиди від нефу. По бокам арки містяться валики. На одному з боків тріумфальної арки знаходяться елементи вівтарної огорожі, яка колись використовувалась. Проведенні дослідження дозволяють говорити про те, що раніше у вівтарної огорожі була лише одна стіна. Ці залишки є саме її невеликими фрагментами. Знахідки могли бути фрагментами стіни, яка колись була східною стороною вівтарної огорожі. Перед нею розміщувалась аркадна конструкція, яка відповідала коридорному типу. Щоб читати проповіді, священики повинні були піднятись на вівтарну огорожу. Південно-східна стіна апсиди містить тридільну седілію. У середині завершенням седілії є три півциркулярні арки. Вони мають сучасні доповнюючи елементи. Неподалік розташовується пастофарій. У ньому розміщуються три карнизи з подібним профілем. Парусне склепіння служить для перекриття сакристії. Деякі елементи споруди містять залишки фарби, які могли залишитись з давніх часів.
Для визначення періоду будівництва церкви потрібно провести додаткові дослідження. Північна стіна нефу вміщає найбільш ранні архітектурні елементи. Матеріал, який використовувався для їх виготовлення, значно відрізняється від того, який використовувався для виготовлення інших елементів. Апсида була побудована пізніше. Вона є цілісною, збудованою в єдиному стилі. Для її будівництва використовувався однаковий камінь, застосовувалось досить схоже профілювання різьблених елементів. У 16 столітті був споруджений південний портал нефу. Готична побудова має склепінчасті перекриття. Поєднання окремих елементів романського та готичного архітектурних стилів знайшли своє відображення на фрагментах орнаментального фрескового живопису.